# Gobierno de España
El Gobierno de España, también conocido como Gobierno central o Gobierno de la Nación, es el órgano constitucional que encabeza el poder ejecutivo del Reino de España y dirige la Administración General del Estado. Según la Constitución española, sus funciones son dirigir la política interior y exterior, la administración civil y militar y la defensa del Estado; así como de ejercer la función ejecutiva y la potestad reglamentaria de acuerdo con la Constitución y las leyes. 
El Gobierno es políticamente dependiente y responsable ante el Congreso de los Diputados, que lo elige a través de la investidura o censura de su presidente, conforme al sistema parlamentario establecido por la Constitución de 1978. Además, el Congreso puede destituir al Gobierno mediante la moción de censura. Su regulación fundamental se sitúa en el Título IV de la Constitución, así como en el Título V de dicho documento —respecto de su relación con las Cortes Generales—, y en la Ley 50/1997, de 27 de noviembre, del Gobierno.
El actual Gobierno de España es el tercer gobierno de Pedro Sánchez, un gobierno de coalición entre el Partido Socialista Obrero Español (PSOE) y la coalición Sumar. Sánchez, que llegó al poder en 2018 tras prosperar su moción de censura contra Mariano Rajoy (PP), se encuentra en su tercer mandato, tras ser reelegido el 16 de noviembre de 2023.

## Principios constitucionales
La actuación del Gobierno está regida por los siguientes principios de funcionamiento:
- Principio de dirección presidencial: el presidente del Gobierno dirige a los ministros y puede nombrarlos o cesarlos libremente.
- Principio de responsabilidad: el presidente responde políticamente ante el Congreso de los Diputados por la actuación del Gobierno. El eventual cese del presidente supone el cese del Gobierno.
- Principio de colegialidad: el Gobierno, entendido como Consejo de Ministros, es un órgano colegiado integrado por una pluralidad de miembros del Gobierno.
- Principio de solidaridad: el Gobierno responde en forma solidaria por la actuación de cada uno de los miembros del Gobierno.
- Principio departamental: los miembros del Gobierno, además de integrantes de dicho órgano colegiado, son también los titulares de los órganos departamentales encargados de un área competencial más o menos homogénea.

## Composición

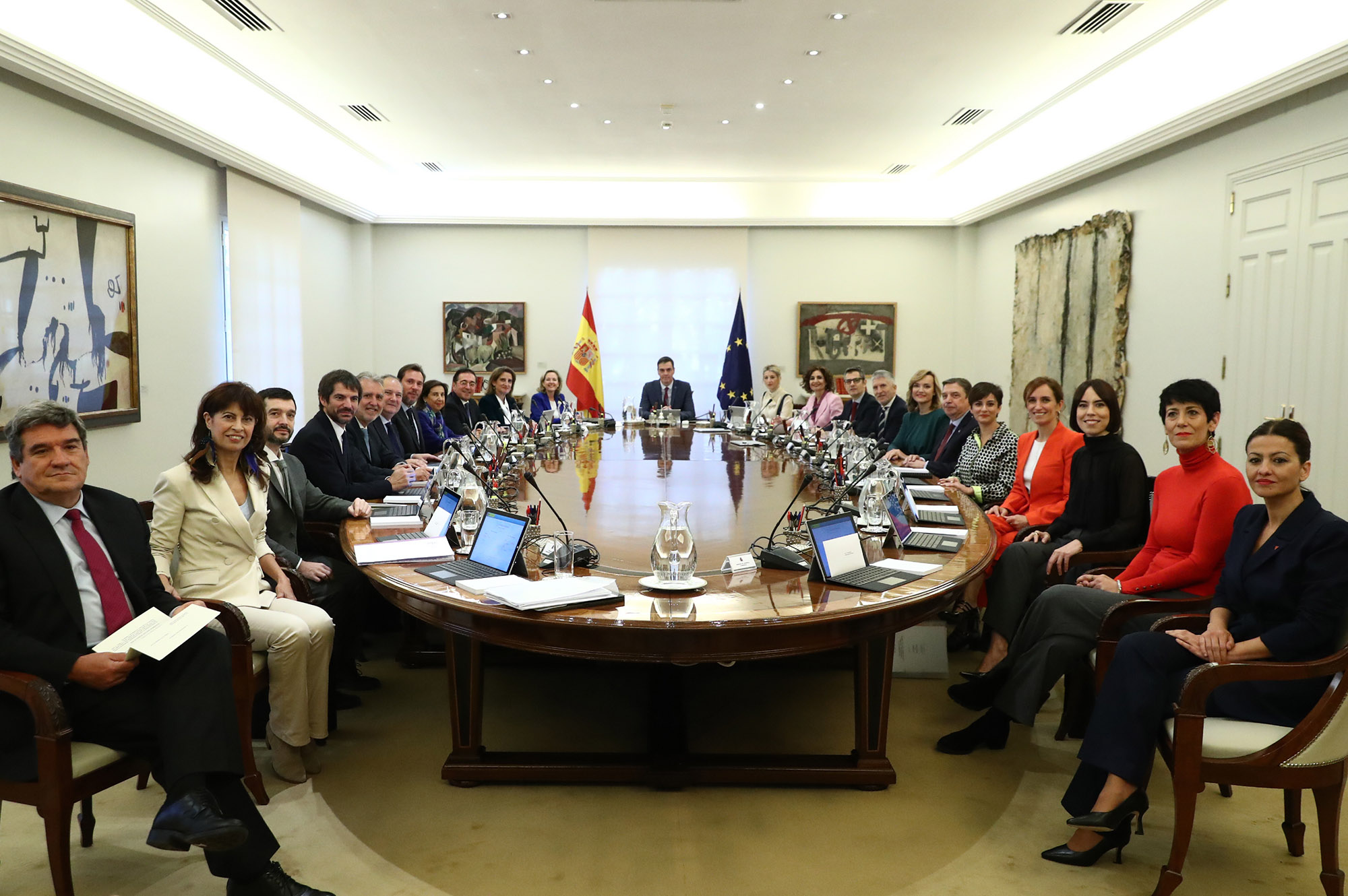
Gobierno de Pedro Sánchez (noviembre de 2023)

Según el artículo 98 de la Constitución Española y el artículo 1.2 de la Ley del Gobierno, el Gobierno de España está compuesto por:
- El presidente del Gobierno.
- El vicepresidente o vicepresidentes, si existen. Su existencia es potestativa y no obligatoria. Sus funciones son las que les encomiende el presidente y sustituir a este en su ausencia o indisponibilidad.
- Los ministros. El nombramiento y cese lo realiza el rey a propuesta del presidente del Gobierno. Sus funciones son las del ámbito departamental de sus ministerios.
- Otros miembros. Existe la posibilidad de incorporar otras figuras en el gobierno por ley. Sin embargo, la Ley del Gobierno actualmente vigente prohíbe expresamente esta opción, permitida constitucionalmente.

### Requisitos
De acuerdo con el artículo 11 de la Ley del Gobierno, «para ser miembro del Gobierno se requiere ser español, mayor de edad, disfrutar de los derechos de sufragio activo y pasivo, así como no estar inhabilitado para ejercer empleo o cargo público por sentencia judicial firme».

### Fuero penal
Los miembros del Gobierno gozan de un fuero procesal penal propio, de manera que habrán de ser juzgados por la Sala de lo Penal del Tribunal Supremo.
La iniciación de una causa por traición o contra la seguridad del Estado solo podrá responder a la iniciativa de una cuarta parte del Congreso de los Diputados, aprobada por la mayoría absoluta del mismo, no pudiendo ser concedido el indulto en tales supuestos.

## Organización
Los miembros del Gobierno se reúnen en Consejo de Ministros y en Comisiones Delegadas del Gobierno.
Se contemplan también diversos órganos de colaboración y de apoyo del Gobierno en el Capítulo II del Título I de la Ley del Gobierno, concretamente los secretarios de Estado, la Comisión General de Secretarios de Estado y Subsecretarios, el Secretariado del Gobierno y los Gabinetes.

### Consejo de Ministros
El Consejo de Ministros es el órgano colegiado plenario del Gobierno. Reúne a todos los miembros del Gobierno (presidente, ministros, y en caso de existir, vicepresidentes y ministros sin cartera), pudiendo ser convocados los secretarios de Estado.
Dada su composición, el Consejo de Ministros suele identificarse con el propio Gobierno, ostentando además una naturaleza dual (de eslabón) como órgano de Gobierno y como órgano administrativo. Esto último ha llevado a la jurisprudencia constitucional a sostener la teoría del «acto de Gobierno» (regido por la oportunidad política), frente al «acto administrativo» (que, aun pudiendo ser discrecional, es judicializable).

### Comisiones Delegadas del Gobierno
Las Comisiones Delegadas del Gobierno son órganos colegiados reducidos, que se crean y suprimen por Real Decreto del Consejo de Ministros, a propuesta del presidente del Gobierno.
Dicho Real Decreto habrá de recoger los miembros del Gobierno que integran la Comisión Delegada (pudiendo incluirse secretarios de Estado), nombrando a un presidente y a un secretario, y determinando las funciones que desempeñará el órgano.
Habrán de preparar las propuestas a realizar en el Consejo de Ministros, cuando éstas requieran la intervención conjunta de varios Ministerios. También tienen entre sus funciones la de resolver los asuntos, que pese a afectar a varios Ministerios, no requieren de la intervención de todos ellos, descongestionando así la labor del Consejo de Ministros. Finalmente, se encargarán de coordinar la actuación conjunta de los Ministerios que la integren, así como de examinar las cuestiones de carácter general que tengan relación con varios de sus Departamentos Ministeriales.
La regulación del órgano se sitúa en la Ley de Gobierno, exigiendo para su modificación, creación y supresión un Real Decreto del Consejo de Ministros a propuesta del presidente del Gobierno.
La presidencia de toda Comisión Delegada recae en el presidente del Gobierno o en sus vicepresidentes. De manera excepcional, se ha incluido como miembro de una Comisión Delegada del Gobierno a un alto cargo sectorial.
A finales de la IX Legislatura, las Comisiones Delegadas del Gobierno serían:
- Consejo de Seguridad Nacional
- Comisión Delegada del Gobierno para Asuntos Económicos
- Comisión Delegada del Gobierno para Política Autonómica
- Comisión Delegada del Gobierno para Política Científica y Tecnológica
- Comisión Delegada del Gobierno para Política de Inmigración
- Comisión Delegada del Gobierno para el Cambio Climático
- Comisión Delegada del Gobierno para Política de Igualdad
- Comisión Delegada del Gobierno para la Cooperación al Desarrollo

### Presidente del Gobierno
Se trata de la segunda magistratura más importante de España, tras el rey, y es quien lidera el poder ejecutivo. Es el miembro más importante del Gobierno, siendo además el encargado de proponer al rey el nombramiento y cese de ministros y vicepresidentes. La confianza del Congreso de los Diputados de España le es otorgada a él personalmente, teniendo por ello una autoridad general y absoluta dentro del Ejecutivo.
El artículo 98.2 de la Constitución de 1978, afirma que el presidente del Gobierno «dirige la acción del Gobierno y coordina las funciones de los demás miembros del mismo, sin perjuicio de la competencia y responsabilidad directa de éstos en su gestión». Junto con una amplia gama de funciones de carácter constitucional, su tarea de cara a la Administración Pública viene enumerada en el artículo 2 de la Ley de Gobierno (LGob), que le encarga la determinación orgánica y funcional del Gobierno, la representación de este y de su política, y la dirección y coordinación de los miembros del equipo de Gobierno.
Así, en lo referente a la estructuración orgánica y funcional del Gobierno, el presidente, según dicta el artículo 2.2.j LGob, será el encargado de «crear, modificar y suprimir, por Real Decreto, los Departamentos Ministeriales, así como las secretarías de Estado". También decide qué personas ocuparán los ministerios y las vicepresidencias, que serán nombrados formalmente por el Rey a propuesta del presidente. Cabe destacar que se trata de un "acto reglado"», en cuanto a la imposibilidad constitucional que tiene el monarca para oponerse o modificar tal propuesta, quedando vinculado por completo a la voluntad expresada por el presidente del Gobierno.
Por otro lado, representa al Gobierno y su política en las relaciones que este mantenga con el resto de órganos constitucionales, de manera que la actuación del presidente podrá hacer surgir una eventual responsabilidad jurídica del Gobierno al que representa. De nuevo se trata de una función legitimada por el vínculo de confianza directo existente entre el presidente y el Congreso de los Diputados, y no entre el propio Gobierno y la Cámara Baja.
Finalmente, la función más importante del presidente del Gobierno consiste en dirigir la actuación de cada uno de los miembros del Gobierno, así como de este en su conjunto. Así, en el plano formal, según el artículo 2.2.g LGob, se le atribuye la competencia para «convocar, presidir y fijar el orden del día de las reuniones del Consejo de Ministros...». Igualmente, en el plano material, es el encargado de establecer un programa político sobre el que el Congreso dará su confianza en la sesión de investidura, según lo que se desprende del artículo 99.2 de la Constitución. Artículo 99.2 CE: El candidato propuesto conforme a lo previsto en el apartado anterior expondrá ante el Congreso de los Diputados el programa político del Gobierno que pretenda formar y solicitará la confianza de la Cámara. En el mismo sentido, será responsable de la ejecución de tal programa, para lo que podrá dar instrucciones a los miembros del Gobierno, supervisar el cumplimiento de objetivos, determinar prioridades y garantizar la coherencia de la actuación del conjunto de ministerios, tal y como se desprende del apartado m) del artículo 2.2 LGob.
| Legislatura      | Presidente | Presidente | Presidente                   | Presidente                      | Partido            | Inicio                  | Final                        | Duración                       |
| ---------------- | ---------- | ---------- | ---------------------------- | ------------------------------- | ------------------ | ----------------------- | ---------------------------- | ------------------------------ |
| I Legislatura    |            | 1.         |                              | Adolfo Suárez González          | UCD                | 2 de abril de 1979      | 26 de febrero de 1981        | 696 días (1 año y 300 días)    |
| I Legislatura    |            | 2.         |                              | Leopoldo Calvo-Sotelo y Bustelo | UCD                | 26 de febrero de 1981   | 2 de diciembre de 1982       | 644 días (1 año y 279 días)    |
| II Legislatura   |            | 3.         |                              | Felipe González Márquez         | PSOE               | 2 de diciembre de 1982  | 5 de mayo de 1996            | 4903 días (13 años y 155 días) |
| III Legislatura  |            | 3.         |                              | Felipe González Márquez         | PSOE               | 2 de diciembre de 1982  | 5 de mayo de 1996            | 4903 días (13 años y 155 días) |
| IV Legislatura   |            | 3.         |                              | Felipe González Márquez         | PSOE               | 2 de diciembre de 1982  | 5 de mayo de 1996            | 4903 días (13 años y 155 días) |
| V Legislatura    |            | 3.         |                              | Felipe González Márquez         | PSOE               | 2 de diciembre de 1982  | 5 de mayo de 1996            | 4903 días (13 años y 155 días) |
| VI Legislatura   |            | 4.         |                              | José María Aznar López          | PP                 | 5 de mayo de 1996       | 17 de abril de 2004          | 2904 días (7 años y 348 días)  |
| VII Legislatura  |            | 4.         |                              | José María Aznar López          | PP                 | 5 de mayo de 1996       | 17 de abril de 2004          | 2904 días (7 años y 348 días)  |
| VIII Legislatura |            | 5.         |                              | José Luis Rodríguez Zapatero    | PSOE               | 17 de abril de 2004     | 21 de diciembre de 2011      | 2804 días (7 años y 248 días)  |
| IX Legislatura   |            | 5.         |                              | José Luis Rodríguez Zapatero    | PSOE               | 17 de abril de 2004     | 21 de diciembre de 2011      | 2804 días (7 años y 248 días)  |
| X Legislatura    |            | 6.         |                              | Mariano Rajoy Brey              | PP                 | 21 de diciembre de 2011 | 2 de junio de 2018           | 2355 días (6 años y 163 días)  |
| XI Legislatura   |            | 6.         |                              | Mariano Rajoy Brey              | PP                 | 21 de diciembre de 2011 | 2 de junio de 2018           | 2355 días (6 años y 163 días)  |
| XII Legislatura  |            | 6.         |                              | Mariano Rajoy Brey              | PP                 | 21 de diciembre de 2011 | 2 de junio de 2018           | 2355 días (6 años y 163 días)  |
|                  | 7.         |            | Pedro Sánchez Pérez-Castejón | PSOE                            | 2 de junio de 2018 | En el cargo             | 2624 días (7 años y 67 días) |                                |
| XIII Legislatura | 7.         |            | Pedro Sánchez Pérez-Castejón | PSOE                            | 2 de junio de 2018 | En el cargo             | 2624 días (7 años y 67 días) |                                |
| XIV Legislatura  | 7.         |            | Pedro Sánchez Pérez-Castejón | PSOE                            | 2 de junio de 2018 | En el cargo             | 2624 días (7 años y 67 días) |                                |
| XV Legislatura   | 7.         |            | Pedro Sánchez Pérez-Castejón | PSOE                            | 2 de junio de 2018 | En el cargo             | 2624 días (7 años y 67 días) |                                |

### Vicepresidente del Gobierno
La vicepresidencia, o vicepresidencias en su caso, es un órgano de existencia puramente eventual y de carácter esencialmente personal, que se extingue si cesa la persona que lo ostenta, y que puede combinarse con la condición de ministro. El presidente del Gobierno propondrá al rey libremente el número de vicepresidencias, así como sus titulares, y en el mismo sentido. El rey los nombra y separa (artículo 100 CE).
En lo referente a sus funciones, cabe destacar que no hay regulación alguna en la Constitución, siendo una materia regulada por la Ley de Gobierno. Así, su artículo 13 afirma que las funciones del presidente del Gobierno serán asumidas por los vicepresidentes en los casos de vacante, ausencia o enfermedad, siguiendo el correspondiente orden de prelación.
En el caso de que un vicepresidente no acumule en su persona alguna cartera ministerial, ello le da cierta capacidad de coordinación de áreas gubernamentales, ostentando su titular una relativa supremacía política sobre el resto de ministerios que tengan interés en la materia en cuestión.
Por otro lado, el artículo 3.1 permite que el presidente encomiende el ejercicio de determinadas funciones a los vicepresidentes, sirviendo estos de apoyo funcional de la Presidencia del Gobierno. Esta tarea, sin duda, es la más relevante del presente órgano.

### Órganos de colaboración y apoyo
Los titulares de los órganos de colaboración y apoyo no son considerados miembros del Gobierno en el sentido estricto del Consejo de Ministros. 
Estos órganos encuentran parte de su regulación esencial en la Ley del Gobierno (Título I, Capítulo II), que en su Exposición de Motivos, los define como un engarce fundamental entre el Gobierno y la Administración.

#### Secretarios de Estado
La Secretaría de Estado es un órgano superior, integrado en la Administración General del Estado y sometido a la dirección de un ministro o del presidente del Gobierno.
Sus competencias vendrán determinadas por Real Decreto, ocupándose generalmente de un determinado sector homogéneo de actividad dentro del ámbito competencial del Ministerio al que estén adscritos; o de la Presidencia del Gobierno, en su caso.

#### Comisión General de Secretarios de Estado y Subsecretarios
Compuesta por los secretarios de Estado y los subsecretarios de los distintos Ministerios, esta Comisión se encarga de la preparación y estudio de las cuestiones a tratar en las sesiones del Consejo de Ministros.
La Comisión General de Secretarios de Estado y Subsecretarios es un órgano de colaboración y apoyo al Gobierno. Se encarga de estudiar y preparar los asuntos que se someten a deliberación en los Consejos de Ministros, sin derecho a adoptar decisiones o acuerdos por delegación del Gobierno.
Su presidencia corresponde a un vicepresidente del Gobierno, o en su caso, al ministro de la Presidencia. La Comisión está integrada por los titulares de las Secretarías de Estado y por los subsecretarios de los distintos Departamentos Ministeriales. Reglamentariamente se determinará quién ejerce la Secretaría de la Comisión.
Todos y cada uno, de los asuntos que vayan a someterse a aprobación del Consejo de Ministros son examinados por la Comisión a excepción de los que reglamentariamente determine las normas de funcionamiento del Consejo.

#### Secretariado del Gobierno
El Secretariado del Gobierno, orgánicamente integrado en el Ministerio de la Presidencia, se encarga de proporcionar apoyo técnico y administrativo al Consejo de Ministros, a las Comisiones Delegadas y a la Comisión General de Secretarios de Estado y Subsecretarios.

#### Gabinetes
Los Gabinetes son órganos de marcado carácter político que asisten al presidente del Gobierno, a los vicepresidentes, a los ministros y a los secretarios de Estado.
Conforme a la Ley del Gobierno, los Gabinetes desempeñan «tareas de confianza y asesoramiento especial sin que en ningún caso puedan adoptar actos o resoluciones que correspondan legalmente a los órganos de la Administración General del Estado».
De acuerdo con los actuales reales decretos que regulan los Gabinetes (419/2018) y (595/2018), estos se estructuran de la siguiente manera:
- Gabinete del presidente.
  - Director.
    - Director adjunto.
    - 2 Secretarías Generales.
    - 2 Direcciones Generales.
- Gabinete de la vicepresidenta.
  - Director.
  - Un máximo de nueve asesores.
- Gabinete de los ministros.
  - Director.
  - Un máximo de cinco asesores.
- Gabinetes de los secretarios de Estado.
  - Director.
  - Un máximo de tres asesores.

### Comisionados
Aunque no es un cargo muy común dentro de la Administración, existe la posición de comisionado o alto comisionado, un alto cargo nombrado por el Gobierno para llevar a cabo una tarea específica.

## Funciones
Las funciones del Gobierno se encuentran vinculadas a un programa que ha de ser aceptado por el Congreso de los Diputados, que podrá ser sometido a cuestión de confianza o a una moción de censura.

### En relación con el poder legislativo
Art. 80 y 88, proyectos de ley, prioridad ante las proposiciones de las Cortes Generales; dictar decretos legislativos y decretos ley; potestad para dictar reglamentos; la actividad de gobierno se articula a través de un programa y se materializa en leyes.

### En relación con la Corona
El refrendo de los actos del rey asumiendo la responsabilidad, excepto la disolución de la cámara y proposición del presidente que lo refrenda el presidente de la Cámara.

### En relación con el poder judicial
Propone el nombramiento del fiscal general del Estado, el nombramiento de dos miembros del Tribunal Constitucional, interponer el recurso de inconstitucionalidad y miembros del Consejo General del Poder Judicial.

### Dirección política
El gobierno asesora al presidente del Gobierno ante la disolución del parlamento y la prestación de la cuestión de confianza. El artículo 97 atribuye al gobierno la dirección de la política interior y exterior, ligada a la defensa y las relaciones internacionales.

### Función presupuestaria
Elabora el presupuesto y las Cortes Generales lo examina y aprueban, el Gobierno realiza la planificación económica para armonizar y equilibrar el desarrollo regional.

## Parlamentarismo
El Gobierno responde solidariamente de su gestión política ante el Congreso de los Diputados. En igual medida, se somete al control político tanto del Congreso de los Diputados como del Senado.

### Investidura
La investidura parlamentaria recae sobre el presidente del Gobierno, quien a su vez nombra libremente a los ministros y demás miembros del Gobierno.
La investidura del presidente se produce a propuesta del rey tras la correspondiente ronda de consultas con los grupos parlamentarios. El candidato habrá de exponer su programa político ante el Congreso de los Diputados, resultando investido si obtiene la confianza de su mayoría absoluta.
En caso de no obtener dicha mayoría absoluta, la votación habría de repetirse transcurridas 48 horas. En esta ocasión, el candidato resultaría investido con una mera mayoría simple.
Si tras dos meses repitiendo dicho procedimiento sigue sin resultar investido ningún candidato, el rey procederá a disolver las Cortes, convocando acto seguido nuevas elecciones generales.

### Control político

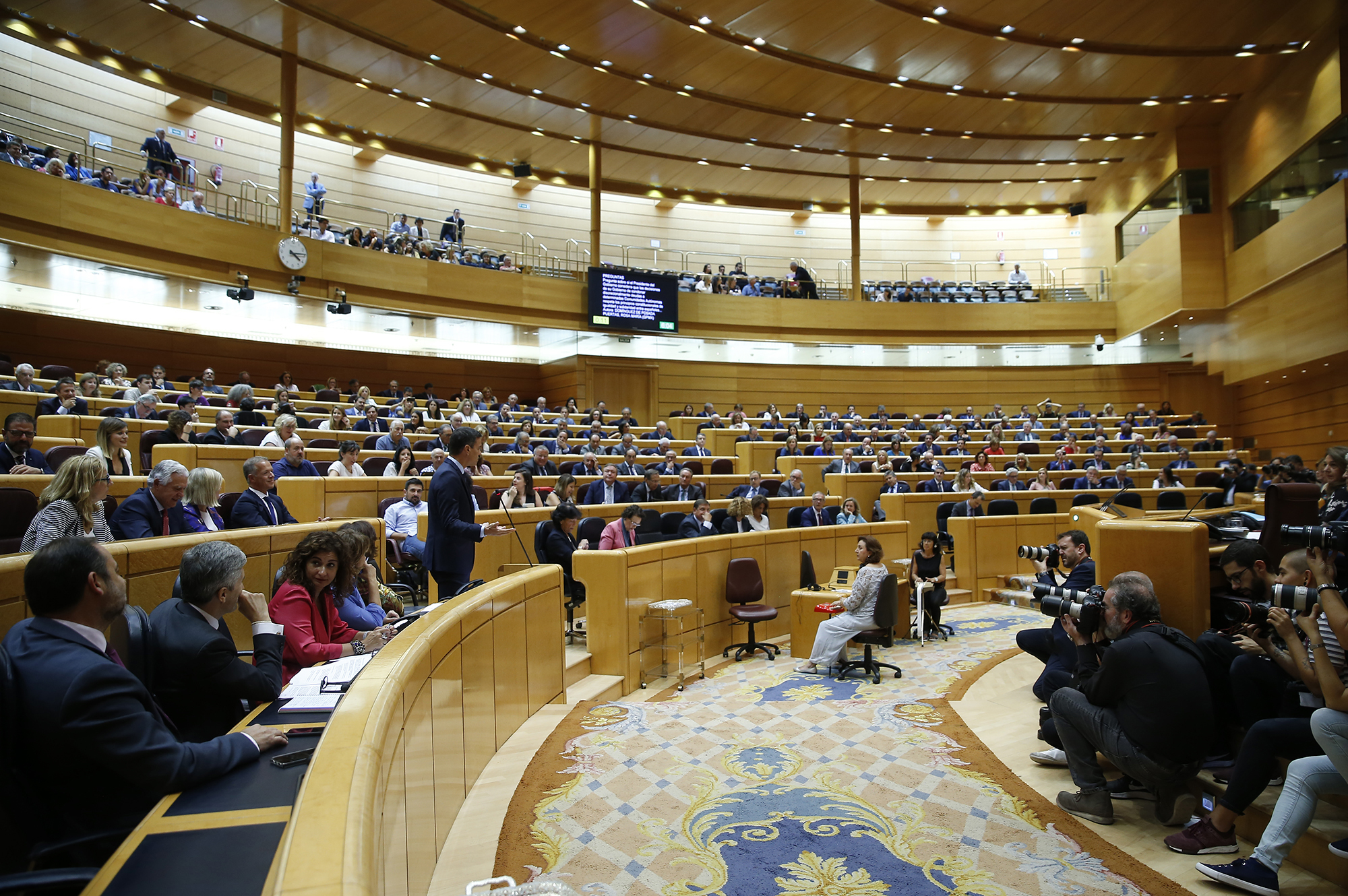
Una sesión de control en el Senado.

Las Cámaras y sus comisiones podrán recabar, a través de sus presidentes, la información y ayuda que precisen del Gobierno y departamentos, de las autoridades del Estado o de las comunidades autónomas. Podrán reclamar también la presencia de los miembros del Gobierno.
Los miembros del Gobierno tienen acceso a las sesiones de las cámaras y de sus comisiones y el derecho de hacerse oír en ellas. El Gobierno y cada uno de sus miembros están sometidos a las interpelaciones y preguntas que se les formulen en el Congreso de los Diputados o en el Senado.

### Responsabilidad política
La responsabilidad política es un tipo de control parlamentario que puede implicar el cese del Gobierno in solidum. En España, esta forma de control solo puede ser ejercida por el Congreso de los Diputados.

#### Cuestión de confianza
La cuestión de confianza es un procedimiento constitucional por el que, a iniciativa del presidente del Gobierno y previa deliberación del Consejo de Ministros, el Congreso otorga su confianza al Gobierno por mayoría simple, o la retira en caso de no obtener dicha mayoría.
En el supuesto de que el Congreso de los Diputados niegue su confianza, se producirá la dimisión del Gobierno, abriendo acto seguido un nuevo proceso de investidura.

#### Moción de censura
La moción de censura es un procedimiento constitucional por el que, a iniciativa de la décima parte de los diputados se exige responsabilidad política al Gobierno, y su aprobación por mayoría absoluta en el Congreso de los Diputados provoca el cese del Gobierno y la sustitución del presidente por el candidato que debe proponerse en la propia moción.
El sistema constitucional español plantea un modelo de moción de censura constructiva, caracterizado por sustituir directamente al presidente por un nuevo candidato. Se trata de una medida destinada a fomentar la estabilidad del Gobierno y evitar los vacíos de poder, objetivo que también se refleja en la prohibición de que los mismos diputados que iniciaron una moción de censura puedan volver a poner en marcha el procedimiento durante el mismo periodo de sesiones.
En cuanto al procedimiento, la Constitución señala que, tras el inicio de una moción de censura, se abrirá un plazo de dos días en que pueden presentarse mociones alternativas. La votación solo podrá iniciarse transcurridos cinco días desde el planteamiento de la moción de censura.

## Gobierno en funciones
El artículo 101 de la Constitución española establece en su apartado primero que «El Gobierno cesa tras la celebración de elecciones generales, moción de censura, por dimisión o fallecimiento de su presidente». A ello añade en su apartado segundo que «El Gobierno cesante continuará en funciones hasta la toma de posesión del nuevo Gobierno».
Hasta la aprobación de la Ley del Gobierno no se establecía de forma expresa limitación alguna en su actividad por más que desde la doctrina y la práctica política se defendía la necesidad de autorrestricción durante dichos períodos. 
La continuidad en funciones del órgano gubernamental dibuja en este una naturaleza diferenciada que se asienta en la finalidad de su actuación: impedir que se produzca una parálisis de la función de gobierno y posibilitar el traspaso de poderes y la formación del nuevo Ejecutivo. Esto debiera traducirse, teóricamente, y desde consideraciones políticas, en la inhabilitación del mismo para el desarrollo de su programa de gobierno conforme a consideraciones partidistas, y la limitación de su actividad a la ordinaria administración de los asuntos públicos, con la lógica habilitación —con independencia de tales criterios— para los supuestos en que la urgencia de la medida así lo pudiera hacer preciso; se limita así la acción del Gobierno, condicionando la libertad de sus fines, contenidos y formas de actuación. 
Trasladar estas ideas a la práctica no resulta fácil. En ausencia de previsión expresa que limite el ámbito de actuación de un Gobierno que permanece en funciones, son los usos constitucionales los que darán, en todo caso, la pauta de la interpretación de dicha continuidad y sus consecuencias. Con tal ausencia únicamente podría esbozarse la exclusión de determinadas competencias de su elenco de potestades sobre la base de la existencia de limitaciones implícitas derivadas de la propia estructura institucional; con excepción de estas, el resto de competencias las tendría habilitadas jurídicamente, por más que sería igualmente problemático concretar aquellas.
De cualquier forma, y si pretende darse un paso más allá que salga de una escueta reconducción a la autorrestricción gubernamental o del diseño de limitaciones implícitas, debemos afirmar que ni acotar las competencias de un Gobierno en funciones resulta operación sencilla, ni hacerlo resuelve, sin más, los problemas que conlleva analizar las consecuencias prácticas de la naturaleza diferenciada de un Gobierno en este estado.
Intentar delimitar este ámbito de actuación podía hacerse a través de dos operaciones diferenciadas, mediante un acercamiento positivo o negativo al mismo. Aquella primera encontraría el problema de su interpretación y aplicación, puesto que una delimitación positiva parece precisar, en todo caso, conceptos jurídicos indeterminados para su resolución; la segunda sería más realista y factible ya que al excluirse expresamente determinadas competencias resultarían prácticamente innecesarios mayores análisis. 
La Ley de Gobierno 50/1997 se sirvió de ambas perspectivas a la hora de abordar este fenómeno, regulando de manera minuciosa tanto la configuración de su estatus diferenciado como sus competencias; así, por un lado determinó como ámbito propio de actuación de un Gobierno en funciones el «despacho ordinario de los asuntos públicos», pudiendo ir más allá de este límite en supuestos de «urgencia» o de «interés general»; recordemos el tenor literal de esta Ley:
Artículo 21. 
“(..) 3. El Gobierno en funciones facilitará el normal desarrollo del proceso de formación del nuevo Gobierno y el traspaso de poderes al mismo y limitará su gestión al despacho ordinario de los asuntos públicos, absteniéndose de adoptar, salvo casos de urgencia debidamente acreditados o por razones de interés general cuya acreditación expresa así lo justifique, cualesquiera otras medidas.”
A esta determinación acompañó una lista tasada (y detallada) de potestades que no podrían ser ejercitadas en ningún caso durante la permanencia en funciones del Gobierno, sistematizándolas en función de que se tratara de limitaciones en las facultades del Gobierno o de su presidente.
Artículo 21. 
“(..) 4. El presidente del Gobierno en funciones no podrá ejercer las siguientes facultades:
a) Proponer al rey la disolución de alguna de las Cámaras, o de las Cortes Generales.
b) Plantear la cuestión de confianza.
c) Proponer al rey la convocatoria de un referéndum consultivo.
5. El Gobierno en funciones no podrá ejercer las siguientes facultades:
a) Aprobar el Proyecto de Ley de Presupuestos Generales del Estado.
b) Presentar proyectos de ley al Congreso de los Diputados o, en su caso, al Senado.
6. Las delegaciones legislativas otorgadas por las Cortes Generales quedarán en suspenso durante todo el tiempo que el Gobierno esté en funciones como consecuencia de la celebración de elecciones generales.”
Estas previsiones específicas junto a aquellas más genéricas del apartado tercero conforman el campo de actuación del Gobierno en funciones en nuestro ordenamiento, restringiéndole su capacidad de dirección política, concebida como aquella actividad del Gobierno dirigida a orientar e impulsar la actuación del sistema estatal en su conjunto, al entender que es en aquella donde se traduce o debe traducirse la transformación de la legitimidad del Gobierno en estos períodos. (Véase, Reviriego Picón, F., El Gobierno cesante o en funciones en el ordenamiento constitucional español, Boletín Oficial del Estado, 2002).
Con motivo del gobierno en funciones de Mariano Rajoy entre 2015 y 2016, el Gobierno se negó en repetidas ocasiones a someterse al control del Congreso de los Diputados alegando que no existía una relación de confianza entre ambos poderes por el hecho de estar en funciones y, por lo tanto, no cabía un control del poder legislativo sobre el ejecutivo. Ante esta situación, el Congreso denunció al poder ejecutivo frente al Tribunal Constitucional por negarse a someterse a su control y, el 22 de noviembre de 2018, el alto tribunal sentenció que el Gobierno «menoscabó la atribución constitucional» que la Constitución confiere al Congreso y que aunque normalmente "el control de la acción del Gobierno se ejercerá en el marco de la confianza que ha de existir entre el Gobierno y el Congreso de los Diputados», ello no significa que «excepcionalmente, como lo son también los periodos en los que no hay relación de confianza entre el Congreso y el Gobierno, no pueda ejercitarse la mencionada función de control» puesto que «la función de control que corresponde a las Cortes Generales está implícita en su carácter representativo y en la forma de gobierno parlamentario que establece el artículo 1.3 de la Constitución, no pudiendo negarse a las Cámaras todo ejercicio de la función de control, ya que con ello se afectaría al equilibrio de poderes previsto en nuestra Constitución».